# نسبة كفاءة الطاقة الموسمية
نسبة كفاءة الطاقة الموسمية (بالإنجليزية: SEER)‏ هي طريقة تصنيف كفاءة مكيفات الهواء التي يحددها معهد تكييف الهواء والتدفئة والتبريد الأمريكي في معيار 2008 AHRI 210/240، وتقييم أداء تكييف الهواء الأحادي ومصدر الهواء معدات المضخات الحرارية. من المعايير المماثلة لنسبة كفاءة الطاقة الموسمية هي نسبة كفاءة الطاقة الموسمية الأوروبية (بالإنجليزية: ESEER)‏.